# Mártires (Lissabon)
Mártires ist eine portugiesische Gemeinde (Freguesia) im 1. Bairro der Hauptstadt Lissabon. Die Gemeinde bildet zur Hälfte den Stadtteil Chiado und erhielt ihren Namen von der Basílica de Nossa Senhora dos Mártires. 
Die Stadtgemeinde ist mit ihren 356 Einwohnern (Stand 30. Juni 2011) die kleinste in Lissabon. Jedoch weist sie eine starke Konzentration an kulturellen Einrichtungen auf. So liegen in dieser Gemeinde das Theater São Luis und die Oper São Carlos, das Museum für Moderne Kunst (Museu do Chiado) und die Kunstfakultät der Universität Lissabon. Ferner hat hier der katholische Rundfunksender Rádio Renascença seinen Sitz.
Im Zuge der administrativen Neuordnung der Stadt wurde Mártires am 29. September 2013 mit elf anderen Freguesias Teil der neuen Stadtgemeinde Santa Maria Maior.
|  |  |

## Belege
1. ↑  www.ine.pt – Indikator Resident population by Place of residence, Sex and Age; Decennial in der Datenbank des Instituto Nacional de Estatística
2. ↑  Übersicht über Code-Zuordnungen von Freguesias auf epp.eurostat.ec.europa.eu